# Svabensverks kapellag

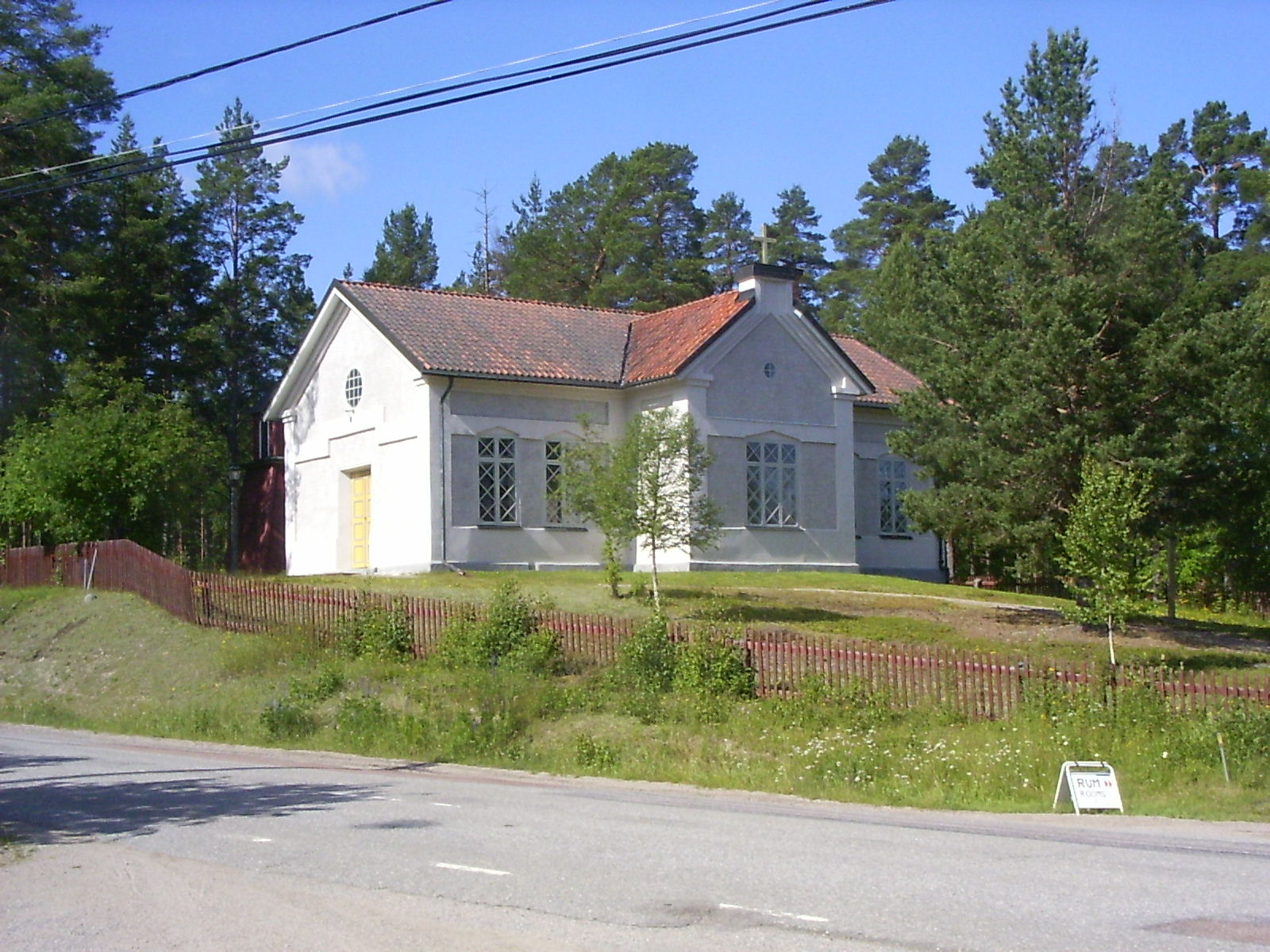
Svabensverks kyrka.

Svabensverks kapellag var ett kapellag i Alfta församling i Uppsala stift och Gävleborgs län. 

## Administrativ historik
Svabensverks kapell fick enligt Skatteverket egen kyrkobokföring år 1844. Kapellaget särskiljdes i kyrkobokföringshänseende från Alfta församling i övrigt men utgjorde inte något kyrkobokföringsdistrikt eller en egen församling. 1 januari 1971 upphörde den särskilda kyrkobokföringen för Svabensverk. Området hade då 129 invånare.
Förslag att utbryta kapellaget till en annexförsamling fick inte bifall av Kunglig Majestät den 2 juni 1922. Enligt samma beslut upphörde Svabensverk att räknas som kapellförsamling men hade fortfarande separat kyrkobokföring.
Svabensverks kapellag hade församlingskoden 212100. För åren 1844 till 1969 finns husförhörslängd och födelsebok.

## Kyrka
- Svabensverks kyrka